# Altorf
Altorf (Àldorf en alsacien) est une commune française située dans le département du Bas-Rhin, dans la région historique et culturelle d'Alsace nouvellement appelée du Grand Est.

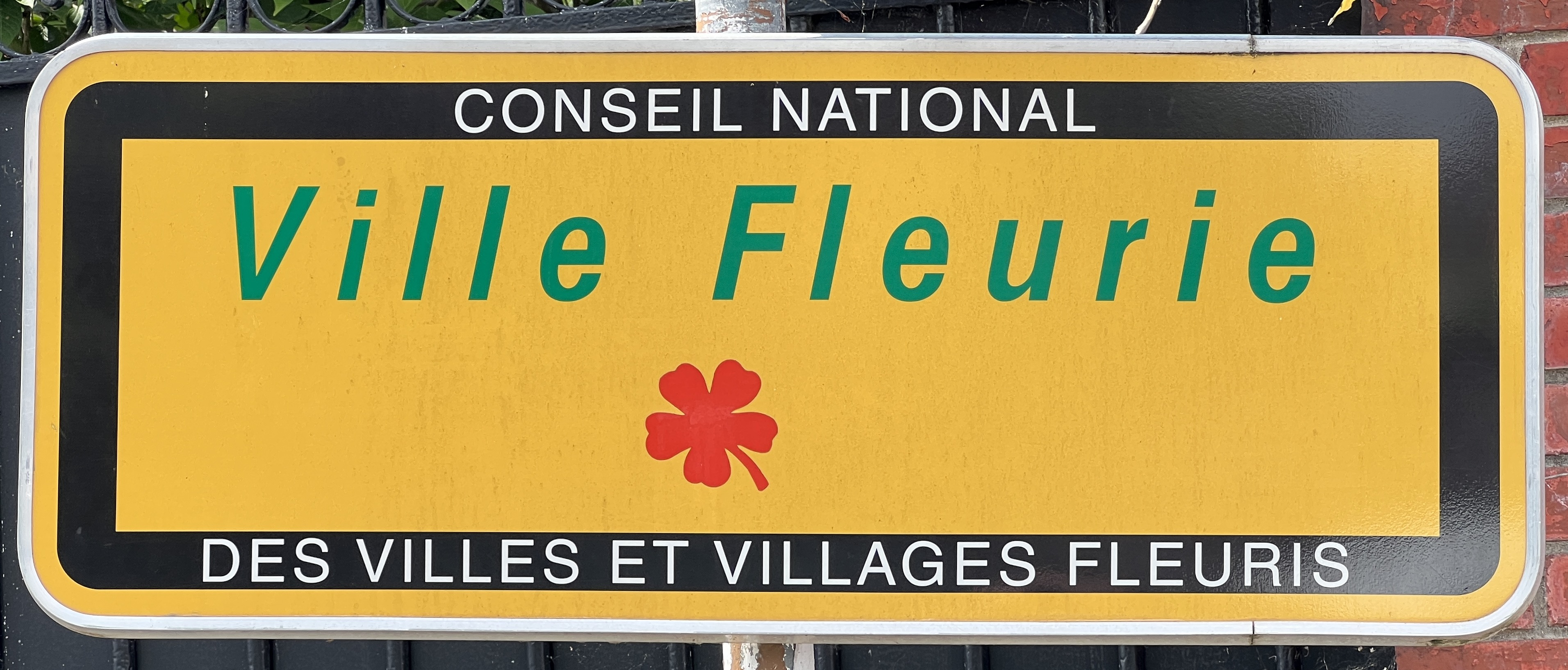
La récompense "Ville Fleurie", également connue sous le nom de "Villes et Villages fleuris, anciennement appelée concours, a été créée en 1959 en France pour promouvoir le fleurissement, l'environnement de vie et les espaces verts.

## Géographie

### Localisation
Relevant du canton et de l'arrondissement de Molsheim, Altorf est située à une vingtaine de kilomètres à l'ouest de Strasbourg. Altorf, arrosée par la Mittelbach et la Mulhbach (affluents du bras d'Altorf de la Bruche), se situe à l'entrée de la vallée de la Bruche.

### Communes limitrophes
Les communes limitrophes sont Molsheim, Dachstein, Dorlisheim, Duttlenheim, Griesheim-près-Molsheim et Innenheim.
| Dorlisheim    | Duttlenheim             | Duttlenheim             |
| Dorlisheim    | Altorf                  | Griesheim-près-Molsheim |
| Bischoffsheim | Griesheim-près-Molsheim | Griesheim-près-Molsheim |

|  |  |  |

### Hydrographie

#### Réseau hydrographique
La commune est dans le bassin versant du Rhin au sein du bassin Rhin-Meuse. Elle est drainée par le Bras d'Altorf,.
Le Bras d'Altorf, d'une longueur de 13 km, prend sa source dans la commune de Molsheim et se jette  dans la Bruche à Hangenbieten, après avoir traversé huit communes.

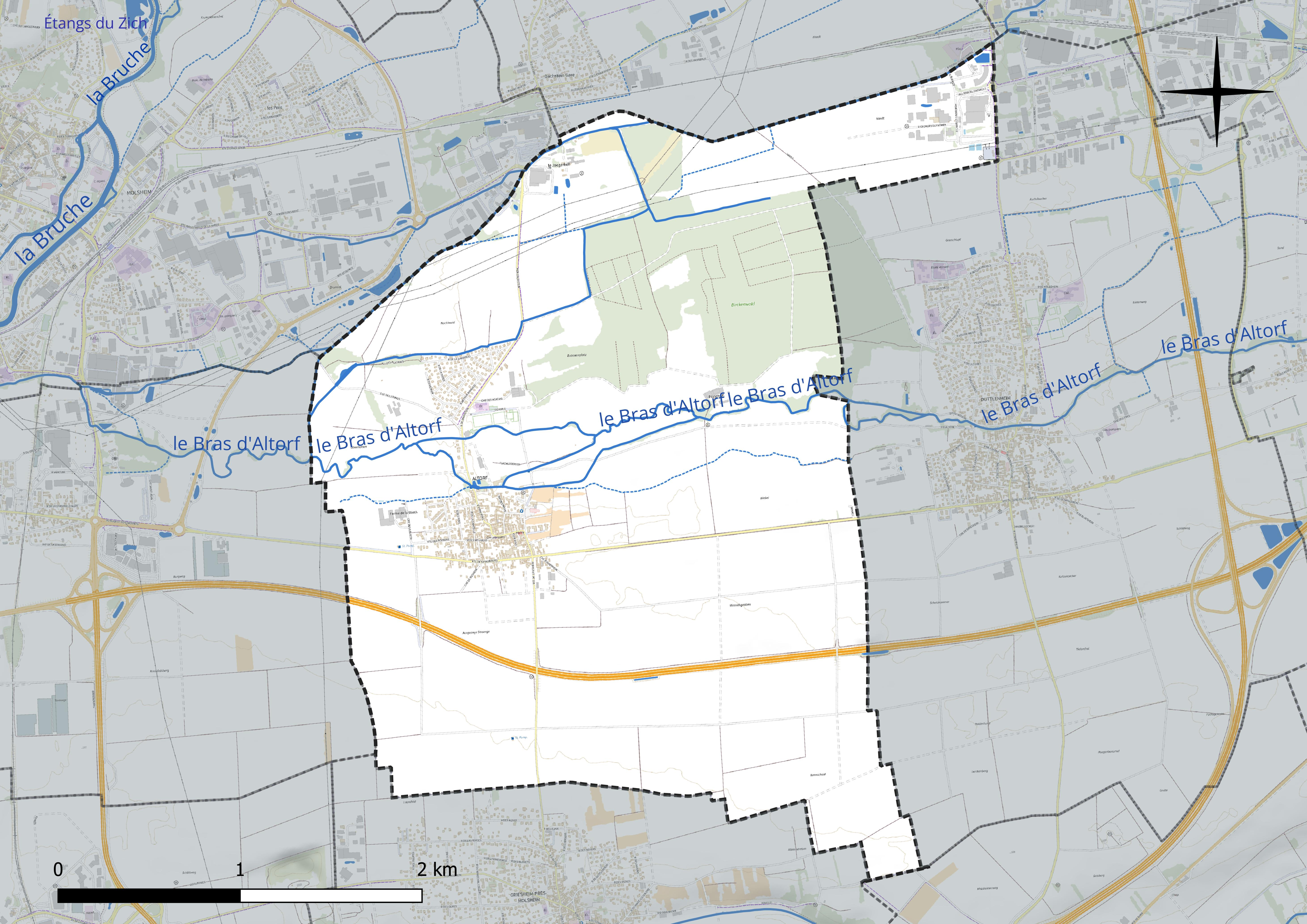
Réseau hydrographique d'Altorf.

#### Gestion et qualité des eaux
Le territoire communal est couvert par le schéma d'aménagement et de gestion des eaux (SAGE) « Ill Nappe Rhin ». Ce document de planification concerne la nappe phréatique rhénane, les cours d'eau de la plaine d'Alsace et du piémont oriental du Sundgau, les canaux situés entre l'Ill et le Rhin et les zones humides de la plaine d'Alsace. Il s’étend sur 3 596 km2. Il a été approuvé le 17 janvier 2005. La structure porteuse de l'élaboration et de la mise en œuvre est la région Grand Est.
La qualité des cours d’eau peut être consultée sur un site dédié géré par les agences de l’eau et l’Agence française pour la biodiversité.

### Climat
Pour des articles plus généraux, voir Climat du Grand Est et Climat du Bas-Rhin.
En 2010, le climat de la commune est de type climat des marges montargnardes, selon une étude du Centre national de la recherche scientifique s'appuyant sur une série de données couvrant la période 1971-2000. En 2020, Météo-France publie une typologie des climats de la France métropolitaine dans laquelle la commune est exposée à un climat semi-continental et est dans une zone de transition entre les régions climatiques « Vosges » et « Alsace ».
Pour la période 1971-2000, la température annuelle moyenne est de 10,6 °C, avec une amplitude thermique annuelle de 18 °C. Le cumul annuel moyen de précipitations est de 649 mm, avec 8,9 jours de précipitations en janvier et 10,4 jours en juillet. Pour la période 1991-2020, la température moyenne annuelle observée sur la station météorologique de Météo-France la plus proche, « Strasbourg-Entzheim », sur la commune d'Entzheim à 8 km à vol d'oiseau, est de 11,4 °C et le cumul annuel moyen de précipitations est de 635,7 mm. 
La température maximale relevée sur cette station est de 38,9 °C, atteinte le 25 juillet 2019 ; la température minimale est de −23,6 °C, atteinte le 23 janvier 1942,,.
Les paramètres climatiques de la commune ont été estimés pour le milieu du siècle (2041-2070) selon différents scénarios d'émission de gaz à effet de serre à partir des nouvelles projections climatiques de référence DRIAS-2020. Ils sont consultables sur un site dédié publié par Météo-France en novembre 2022.

## Urbanisme

### Typologie
Au 1er janvier 2024, Altorf est catégorisée ceinture urbaine, selon la nouvelle grille communale de densité à sept niveaux définie par l'Insee en 2022.
Elle est située hors unité urbaine. Par ailleurs la commune fait partie de l'aire d'attraction de Strasbourg (partie française), dont elle est une commune de la couronne,. Cette aire, qui regroupe 268 communes, est catégorisée dans les aires de 700 000 habitants ou plus (hors Paris),.

### Occupation des sols
L'occupation des sols de la commune, telle qu'elle ressort de la base de données européenne d’occupation biophysique des sols Corine Land Cover (CLC), est marquée par l'importance des territoires agricoles (78,7 % en 2018), en diminution par rapport à 1990 (81,1 %). La répartition détaillée en 2018 est la suivante : 
terres arables (51,7 %), prairies (16,1 %), forêts (13,3 %), zones agricoles hétérogènes (8,4 %), zones urbanisées (5,1 %), zones industrielles ou commerciales et réseaux de communication (3 %), cultures permanentes (2,5 %). L'évolution de l’occupation des sols de la commune et de ses infrastructures peut être observée sur les différentes représentations cartographiques du territoire : la carte de Cassini (XVIIIe siècle), la carte d'état-major (1820-1866) et les cartes ou photos aériennes de l'IGN pour la période actuelle (1950 à aujourd'hui).

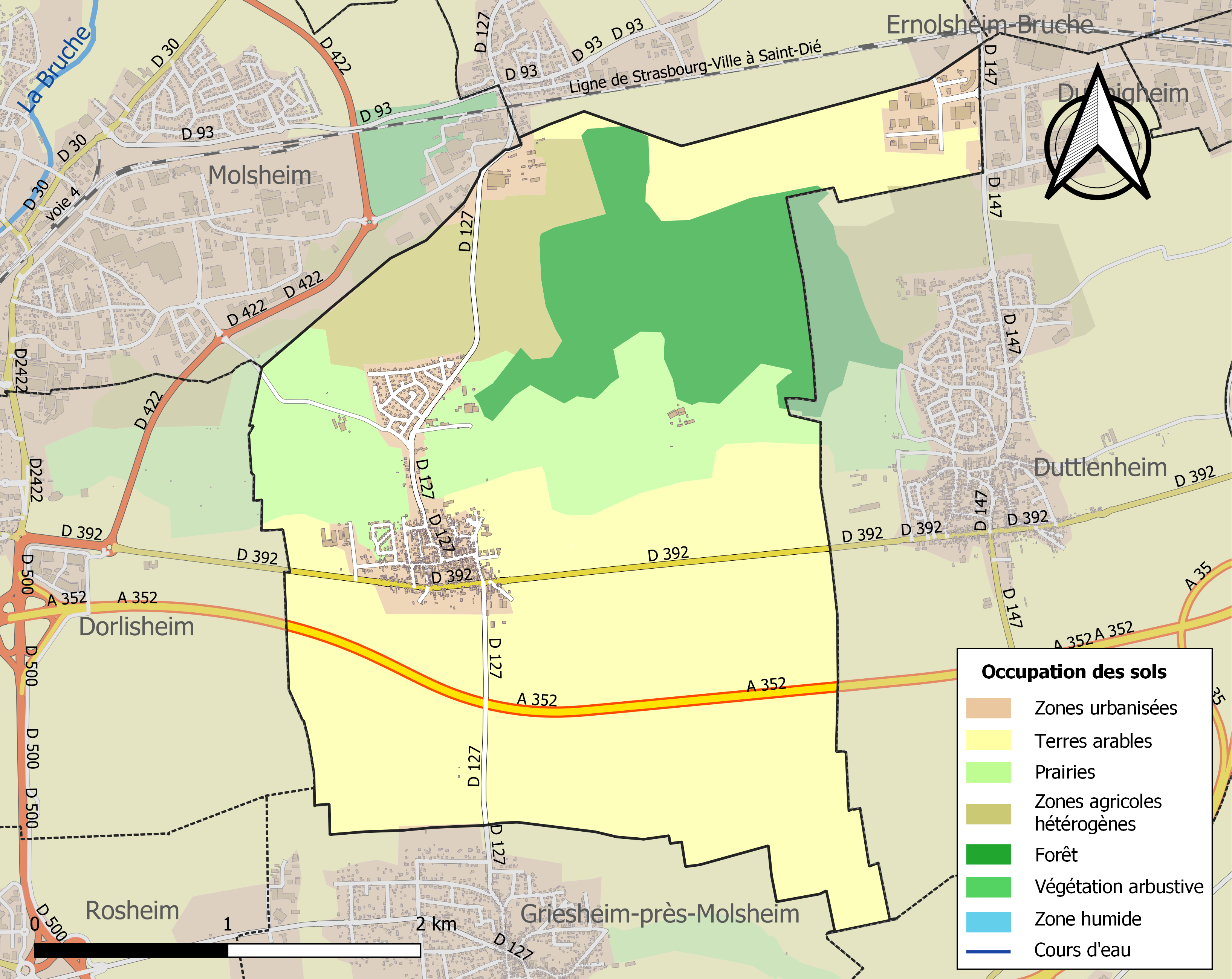
Carte des infrastructures et de l'occupation des sols de la commune en 2018 (CLC).

## Toponymie
- Altum Coenobium en 787, littéralement « haut couvent », couvent de grande hauteur.

## Histoire

### Origine
Même si l’'origine communément avancée du nom d'Altorf est la forme Alt-dorf (vieux village) dont l'ancienne graphie est encore visible avant la Seconde Guerre mondiale, les graphies Altorf ou encore Altorfium/Atorfium (apparenté à Altum Coenobium) plaident plus vraisemblablement pour la racine latine altum.

### L'abbaye bénédictine d'Altorf

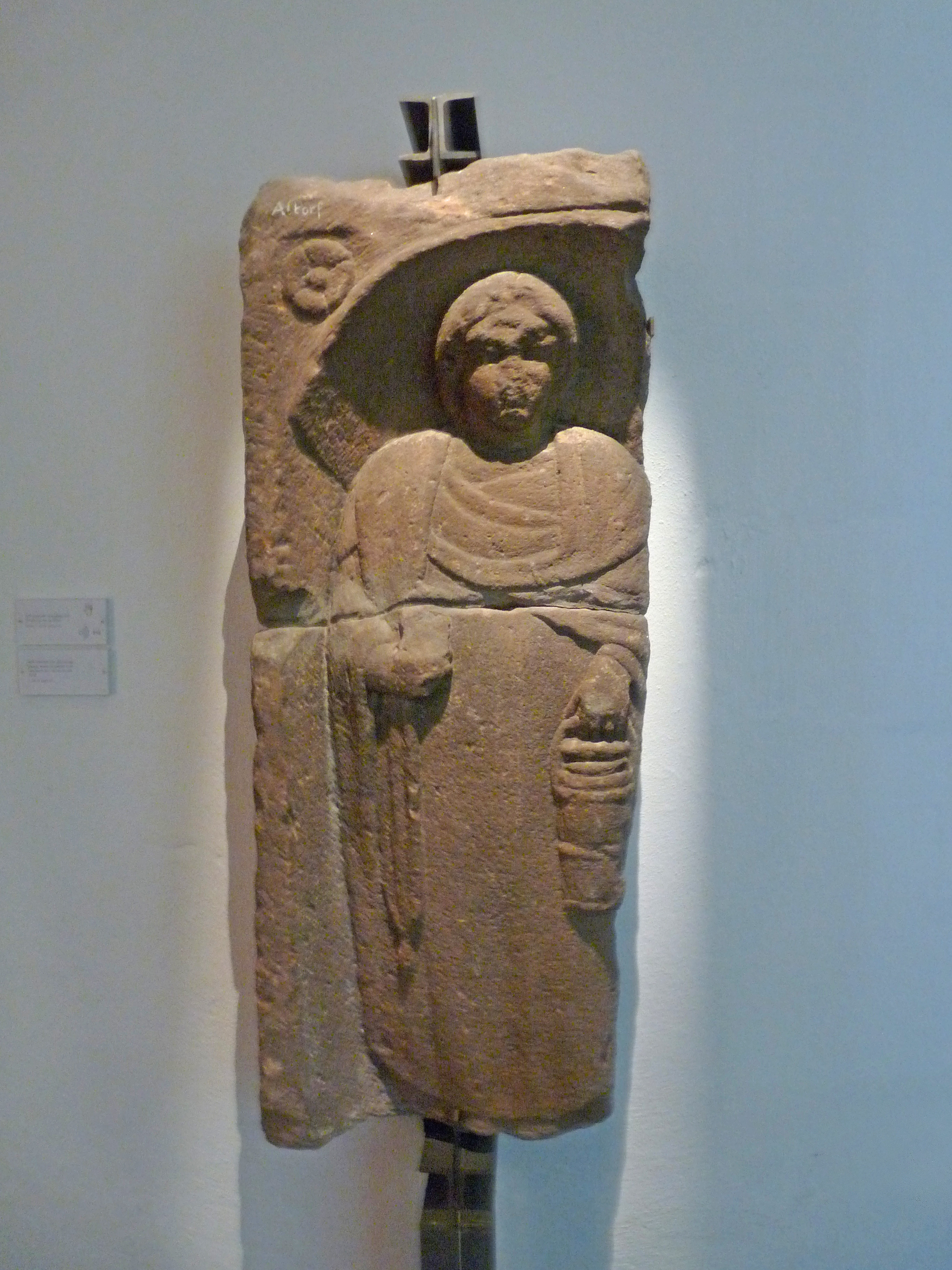
Stèle funéraire du IIIe siècle (Musée archéologique de Strasbourg).

Altorf est située sur l'ancienne via romana, ou Bergstrasse, reliant Strasbourg au col stratégique du Donon. Des stèles funéraires du IIIe siècle attestent d'une présence romaine.
Rapidement, l'histoire du village se confond avec celle de son abbaye bénédictine, fondée en 960 par Hugues III d'Eguisheim, dit l'Enroué (Raucus), comte de Nordgau et sa femme la comtesse Hewilde. Son père, le comte Eberhard IV fut enterré dans l'abbaye en 972, scellant le lien entre la famille et Altorf.
L'abbaye avait fait suite à une communauté cénobite, rapportée dès 787, l'Altum Coenobium, qui donna son nom à l'abbaye et au village.
Le pape saint Léon IX, issu de la puissante famille d'empire Eguisheim-Dabo vint en 1049 à Altorf rendre hommage à ses ancêtres. Il consacra en 1079 un autel à saint Cyriaque, qu'il dota de reliques (bras du saint, ramenée de Santa Maria Via Lata à Rome). Le reliquaire de style oriental représentant un buste en bois polychrome et portant notitia altorfensis, est une des pièces majeures de l'abbaye (seconde partie du XIIe siècle).
Cyriaque de Rome, qui avait guéri l'épilepsie de la fille de l'empereur Dioclétien au IVe siècle, est depuis lors le saint-patron du village, célébré le 8 août. Altorf fut à ce titre lieu de pèlerinage pour les épileptiques et les envoûtés, avec de nombreuses guérisons rapportées dans les archives abbatiales au XIIIe siècle.
La chapelle fut consacrée peu après, en 974, sous la houlette de Maïeul, évêque de Cluny et de l'évêque de Strasbourg Erchembald. Tout comme les abbayes de Steige et Marmoutier, l'abbaye d'Altorf fut très prospère du fait de ses nombreuses dépendances. Les églises de Barembach et Grendelbruch, pourtant relativement éloignées, furent incorporées à l'abbaye par la bulle de 1192 du pape Celestin III, impliquant notamment le rattachement des dîmes. En particulier, ses propriétés le long de la rive droite de la Bruche s'étendaient depuis le cours de la Rothaine jusque dans la plaine d'Alsace, mais furent rattachées à l'évêché de Strasbourg en 1226, à l'extinction de la lignée des Eguisheim.
Par ailleurs, les empereurs donnèrent à l'abbaye le droit de battre monnaie (monnaie de Saint-Cyriaque), ce dès le renouveau ottonien à la fin du Xe siècle. L'empereur germanique Frédéric Barberousse lui reconnut explicitement ce droit par une charte en 1153.
Ce privilège fut néanmoins transféré au XIIIe siècle à Dachstein, puis Molsheim. Le rayonnement culturel de l'abbaye conduisit à l'établissement d'une université (à ne pas confondre avec celle d'Altorf près Nuremberg), qui fut par la suite transférée à Molsheim dans le giron chartreux avant d'être également déplacée pour constituer l'université de Strasbourg.
La puissance économique et culturelle valut à Altorf quelques coups de sang : en 1262, le village et le couvent furent incendiés par des Strasbourgeois en révolte contre l'évêque Walter de Geroldseck, en 1525 lors d'une jacquerie qui mit à sac l'abbaye (guerre des Paysans allemands) et enfin un siècle plus tard pendant la guerre de Trente Ans, avec notamment les présences suédoises et françaises.
En 1606, l'abbaye d'Altorf rejoignit l'union de Bursfeld qui comptait une centaine de monastères bénédictins, puis de manière formelle la congrégation bénédictine de Strasbourg en 1624 (regroupant les abbayes d'Ebersmunster et de Marmoutier en Alsace, ainsi que celles d'Ettenheimmünster, Gengenbach, Schuttent et Schwarzbach dans le pays de Bade).

### Le quartier général des Rustaud
L'épopée des Rustauds (Bundschuh ou Deutscher Bauernkrieg) qui prit naissance un peu partout dans le Saint-Empire en 1524, se cristallisa en Basse-Alsace autour d'Altorf, Dorlisheim et Bœrsch. Les chefs du mouvement Érasme Gerber et Georg Ittel, respectivement de Molsheim et de Rosheim, établirent avec une troupe de 1 500 hommes leur quartier général à Altorf, d'où la contagion gagna toute la province en une semaine avec des troupes pillant des couvents et rudoyant des juifs.
L'abbé Nartz rapporte ces faits dans sa monographie de 1887 :

« Dès les premiers jours d’avril, le Schulteiss de Rosheim, Ittel, se mit, avec deux bourgeois de  Molsheim, à la tête du mouvement dans les campagnes. En peu de jours, il eut réuni une troupe de paysans forte de 1 500 hommes. Dans le nombre, il choisit des messagers, chargés de parcourir les environs, et de convoquer, pour la semaine de Pâques, dans la plaine d’Altorf, des hommes armés de boîtes et décidés à en finir avec la noblesse et le clergé. L’une d’entre elles, composée de campagnards d’Epfig et de Dambach, s’empara d’Ebersmunster et s’y établit ; la seconde se recruta plus proche de nous : rassemblée dans le Val de Villé, de Scherwiller à Saales, elle pilla le couvent de Honcourt et dévalisa ce qu’elle put. »

La révolte fut réprimée quelques semaines plus tard, le 20 mai 1525, aux portes de Saverne par le duc Antoine de Lorraine, avec 18 000 morts du côté des insurgés.

### La guerre de Trente Ans
La guerre de Trente Ans trouve son origine en Bohême avec la défenestration de Prague (1618) : elle se propagea à partir de 1620 à l'ensemble du Saint-Empire.
À cette occasion, des troupes suédoises menées par le maréchal Gustaf Horn stationnèrent dans le village à l'automne 1632.
Engagées par le roi de Suède Gustave-Adolphe dans le conflit politico-religieux européen en soutien aux princes allemands protestants, celles-ci pratiquèrent une politique de terreur envers les catholiques de la région (les paysans fuirent au cri de « Der Schwedt kommt », terrifiés par le « supplice suédois » ou Schwedentrunk, consistant en l'ingestion de purin jusqu'à étouffement). La population d'Altorf, quasi exclusivement catholique à cette époque, souffrit de cette présence au même titre que Molsheim ou encore Mutzig qui fut mise à sac en novembre 1632 avec l'aide des protestants du village voisin de Dorlisheim, qui mit à disposition des suédois des échelles pour contrer les remparts.
À cet égard, Altorf constitua un point d'ancrage dans la reconquête de la Contre-Réforme catholique, reconquête qui avait déjà été préparée par l'ouverture d'un collège de jésuites à Molsheim en 1580. Le style et la décoration de l'église sont à ce titre particulièrement caractéristiques, très semblables à ceux qu'on peut voir en d'autres terres habsbourgeoises (Vienne et Prague notamment).
L'épitaphe de l'abbé Matern rappelle qu'il réussit en 1686 à ramener les habitants de la commune de Duttlenheim à l'Église romaine en les faisant quitter la « secte de Luther ». Cette période de guerre fut assurément difficile pour la population si on en juge par le fait que la riche abbaye dut mettre en gage la crosse abbatiale en 1637 et ne fut en mesure de la récupérer que vingt ans plus tard.
La bilan humain de la guerre de Trente Ans pour Altorf — et plus généralement pour l'Alsace — fut très sévère. Celui-ci fut encore aggravé par des résiliences de peste et la disette due à des hivers très rigoureux du petit âge glaciaire. L'impact démographique est probablement comparable à celui d'autres régions du Saint-Empire, comme le Wurtemberg qui a perdu 80 % de sa population à la même époque.

### La Révolution
En 1791, l'abbaye fut dissoute par les révolutionnaires, les treize bénédictins furent contraints de partir. L'abbé Cyriakus Spitz devint le dernier d'une succession d'abbés sur plus de 800 ans.
Le tympan roman sur la porte principale fut détruit ; il fut remplacé en 1886 par le sculpteur Eugène Dock.
Tous les bâtiments constituant l'abbaye, dont les dépendances, furent rasés au XIXe siècle hormis l'aile de l'abbé qui fit plus récemment office de presbytère.

### Reconstruction de l'abbaye - situation actuelle
L'abbaye et ses dépendances furent reconstruites à diverses reprises, notamment vers 1180 avec la construction d'une nouvelle abbatiale qui avait suivi des premiers travaux en 1133 commandités par l'abbé Otton.
Les travaux les plus notables restent néanmoins ceux des bâtiments conventuels et du transept à partir de 1715 par le maître baroque autrichien Peter Thumb, ainsi que la construction de l'orgue par André Silbermann en 1723 et, sur la période 1985-1991, une restauration complète lors du ministère du curé Henri Host.
L'église est protégée par les Monuments Historiques en 1932, inscrite en 1937 et classée en 1983.
En 2000, le linteau de la porte du village (Klostertor), endommagé en 1965, fut restauré. En 2001, la Grange de la Dîme (Zehntelschir) également, pour devenir une médiathèque. En 2004, les jardins de l'abbaye (hortus, herbarium, pomarium) furent restaurés, aménagés et ouverts à la visite du public.

### Héraldique
| Blason de Altorf | Blason  | D'azur au crampon d'or appendu à un annelet du même. |
| Blason de Altorf | Détails |                                                      |

## Politique et administration
| Période  | Période  | Identité         | Étiquette  | Qualité                        |
| -------- | -------- | ---------------- | ---------- | ------------------------------ |
| 1945     | 1947     | Aloise Schaeffer |            |                                |
| 1947     | 1965     | Charles Meppiel  |            |                                |
| 1965     | 1971     | Eugène Eyder     |            | Exploitant agricole            |
| 1971     | 1977     | Antoine Klein    | Sans Étiq. | Enseignant                     |
| 1977     | 1983     | Marcel Schaeffer |            | Architecte                     |
| 1983     | 2001     | Antoine Klein    | Sans Étiq. | Enseignant, conseiller général |
| 2001     | 2008     | Régine Kientzi   |            | Préparatrice en pharmacie      |
| 2008     | 2020     | Gérard Adolph    | DVD        | Retraité de l'enseignement     |
| mai 2020 | En cours | Bruno Eyder      | Sans Étiq. | Infirmier à domicile           |

## Démographie
Les habitants sont nommés les Altorfois.

L'évolution du nombre d'habitants est connue à travers les recensements de la population effectués dans la commune depuis 1793. Pour les communes de moins de 10 000 habitants, une enquête de recensement portant sur toute la population est réalisée tous les cinq ans, les populations de référence des années intermédiaires étant quant à elles estimées par interpolation ou extrapolation. Pour la commune, le premier recensement exhaustif entrant dans le cadre du nouveau dispositif a été réalisé en 2005.

En 2022, la commune comptait 1 445 habitants, en évolution de +13,51 % par rapport à 2016 (Bas-Rhin : +3,17 %, France hors Mayotte : +2,11 %).
| 1793 | 1800 | 1806 | 1821 | 1831 | 1836 | 1841 | 1846 | 1851 |
| ---- | ---- | ---- | ---- | ---- | ---- | ---- | ---- | ---- |
| 625  | 719  | 772  | 851  | 895  | 913  | 937  | 945  | 976  |

| 1856 | 1861 | 1866 | 1871 | 1875 | 1880 | 1885 | 1890 | 1895 |
| ---- | ---- | ---- | ---- | ---- | ---- | ---- | ---- | ---- |
| 934  | 920  | 943  | 913  | 828  | 858  | 818  | 806  | 792  |

| 1900 | 1905 | 1910 | 1921 | 1926 | 1931 | 1936 | 1946 | 1954 |
| ---- | ---- | ---- | ---- | ---- | ---- | ---- | ---- | ---- |
| 757  | 765  | 790  | 744  | 777  | 809  | 824  | 826  | 813  |

| 1962 | 1968 | 1975 | 1982 | 1990 | 1999  | 2005  | 2006  | 2010  |
| ---- | ---- | ---- | ---- | ---- | ----- | ----- | ----- | ----- |
| 814  | 796  | 746  | 883  | 941  | 1 100 | 1 156 | 1 170 | 1 273 |

| 2015  | 2020  | 2022  | - | - | - | - | - | - |
| ----- | ----- | ----- | - | - | - | - | - | - |
| 1 243 | 1 398 | 1 445 | - | - | - | - | - | - |

## Personnalités liées
- Hugues IV de Nordgau, père du pape Léon 9, a fondé l’abbaye d’Altorf en 968. Le pape consacre d’ailleurs l’autel Saint-Etienne de l’abbaye en 1049.

## Lieux et monuments

### Église abbatiale Saint-Cyriaque
L'église bénédictine a été fondée en 960 par Hugues III d'Eguisheim, reconstruite au XIIe siècle, au XVIIe siècle après un incendie et plus significativement au XVIIIe siècle.
L'église est atypique et majestueuse, par la conjonction d'une triple nef romane à bas-côtés en pierre de taille (XIIe siècle) d'une part et d'éléments baroques d'autre part, comme le chœur et le transept en maçonnerie et pierre de taille (premier quart du XVIIIe siècle). La croisée est coiffée d'un clocher octogonal en bois couvert d'ardoises-écaille, détruit puis reconstruit après la Seconde Guerre mondiale.
La reconstruction baroque, commanditée par l'abbé Amandus (Amand Zimmerman), a été menée par le maître autrichien Peter Thumb à partir de 1715 pour les bâtiments conventuels et 1724 pour le chœur et le transept. L'aile de l'abbé (actuel presbytère) avait été réalisée quelques années auparavant, en 1707, par Albert Regitz d'Obernai.
Ces travaux furent complétés en 1727 par des décors stuqués, un maître autel en marbre figurant une guérison miraculeuse de saint Cyriaque, d'imposantes stalles en chêne et un orgue en 1730. L'orgue, initialement commandé par les franciscains de Sarrebourg au célèbre facteur d'orgue saxon André Silbermann, a finalement été acquis par l'abbaye d'Altorf et vient compléter harmonieusement le cadre baroque,,,.
La maison du portier, gardant l'entrée vers la grange dîmière, fait partie avec l'église et le presbytère des seuls éléments de l'abbaye qui subsistent encore de nos jours. Le cloître, les logis et les dépendances avaient été détruits au moment de la Révolution française et au XIXe siècle.
L'église renfermait autrefois les tombeaux des ancêtres Dabo du pape Léon IX et de la maison de Lorraine.
D'autres objets (autels, ciboire, etc.) sont inscrits sur la base Palissy et protégés comme tels.

### Dalle funéraire de Conrad de Gougenheim
L'église conserve dans ses collatéraux une pierre tombale à l'effigie du moine Conrad de Gougenheim, économe de l'abbaye au milieu du XIVe siècle. Celui-ci était chargé des finances du couvent mais également du déroulement des offices religieux.
La dalle funéraire représente le défunt debout, entre deux petites colonnes surmontées d'une accolade fleuronnée. Il tient dans sa main un livre tandis que ses pieds reposent sur un chien.

### Puits Renaissance
En grès rose des Vosges. Après quelques années à l'extérieur de l'enceinte de l'abbaye (place Saint-Cyriaque), le puits a regagné sa place originelle de 1739, dans les jardins de l'abbaye, à l'occasion de leur ouverture au public.

### MenhirLange Stein
Situé au lieudit Gansweidt, le menhir Lange Stein (« la longue pierre ») marque la limite du village du haut de son mètre quarante. Il est probablement d'origine antérieure au peuplement celte de la région.
Le blason du village est visible à mi-hauteur (sculpture tardive). Classement le 20 mai 1930 aux monuments historiques.

### Les jardins du cloître
Les jardins du cloître ont été ouverts à la visite du public en 2004.
Le cheminement à travers le Pomarium (jardin cimetière), l'Herbularius (jardin des plantes médicinales) et l'Hortus (jardin potager) témoignent de l'extrême organisation de la vie monastique bénédictine, rythmée par la doctrine de saint Benoît « Ora et Labora » (« prie et travaille »).

### Groupe scolaire Jean-Marie Lehn
Le groupe scolaire d'Altorf comprend une école maternelle, une école élémentaire, un accueil périscolaire ainsi qu'une salle polyvalente, appelée "Maison du temps libre".
L'école possède deux classes de maternelle et trois classes d'élémentaire, accueillant 115 élèves au total (2019). L'école est publique, elle est rattachée à l'académie de Strasbourg et se trouve en zone B pour la calendrier des vacances scolaires. Les bâtiments de l'école appartiennent à la mairie d'Altorf. Le collège le plus proche est le collège Henri-Meck sur la commune de Molsheim.
L'accueil périscolaire "Pomme de Pic" est accolé à l'école et accueille les enfants aux pauses de midi et de quatre-heures, ainsi que le soir, les mercredis ainsi que les vacances scolaires. Il propose des jeux, de la détente, du bricolage et des sorties aux enfants. "Apprendre à vivre ensemble", c'est la valeur de "Pomme de Pic".
La Maison du temps libre est située en face de l'école. Elle accueille les fêtes et les loisirs extra-scolaires. La salle peut également être louée à des particuliers.
Le groupe scolaire est idéalement situé en face du terrain de football, du parc à jeux et de la forêt. Les enfants peuvent ainsi rejoindre ces équipements après le temps scolaire ou bien profiter de l'accueil périscolaire.

### Autres lieux
- Grange dîmière, reconvertie en médiathèque[33]. Une "grande grange" fut construite vers 1713, par maître Mathias Dieterle, à l'emplacement des anciens communs détruits en 1709. Sieffert l'identifie à la grange aux dîmes accolée à la porterie. Il rapporte par ailleurs qu'en 1747 le chapitre abbatial décida de vendre aux enchères la grange aux dîmes superflue qui se trouvait dans le bas du village, à l'extérieur de l'enceinte abbatiale, parce qu'elle était sujette à de nombreux vols. Après la Révolution, la grange, qui avait 60 m de long et 10 de large fut amputée d'environ un tiers de sa longueur. Elle est encore intacte sur le plan cadastral de 1817. Son extrémité sud subsiste accolée à l'ancienne porterie. Au 20e siècle elle abritait un élevage de cochons. Elle a été récemment restaurée et aménagée en bibliothèque.
- Chapelle (1846).
- Corps de garde, anciennement Wachstub.

## Galerie

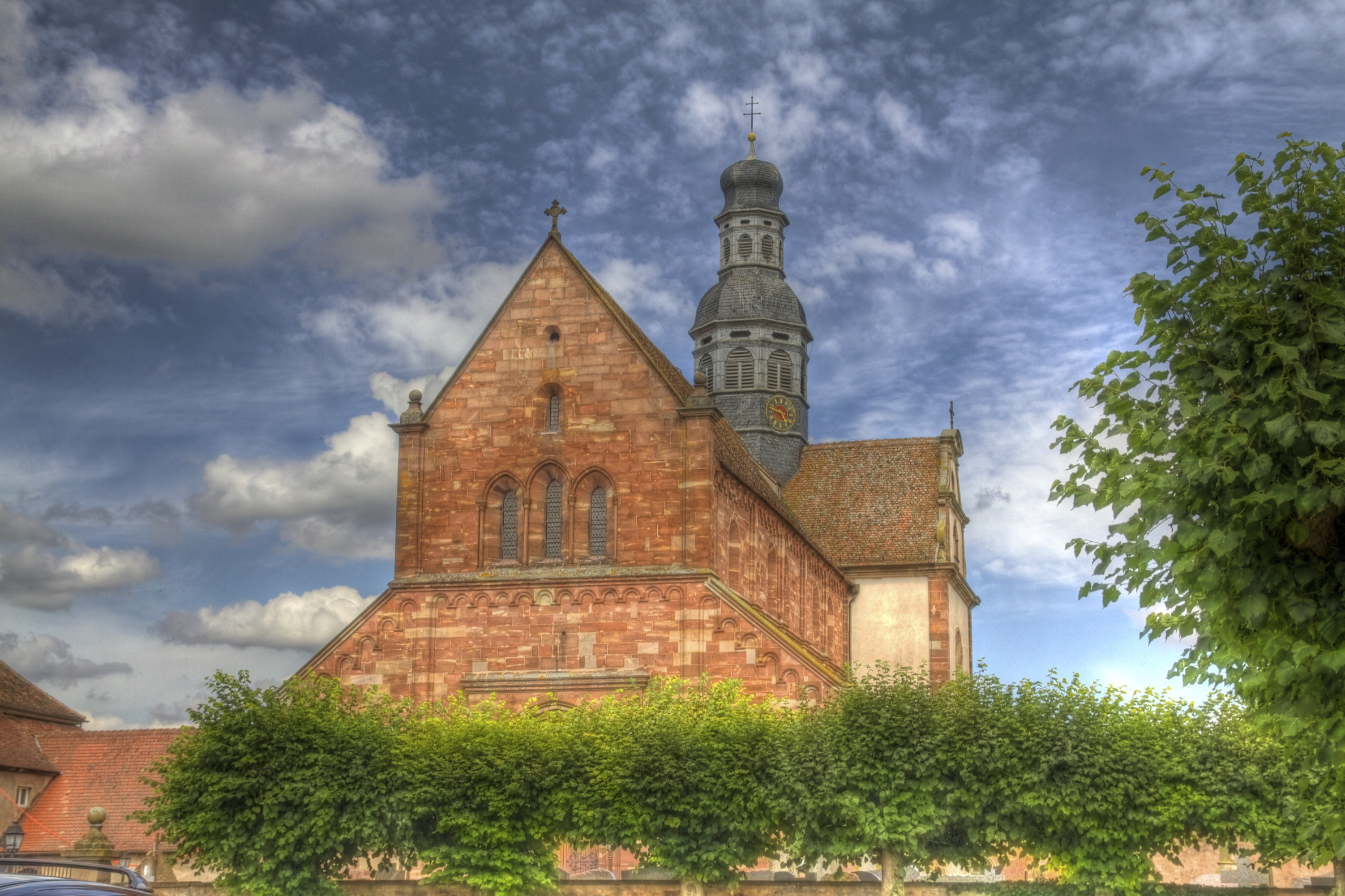
Abbatiale d'Altorf.
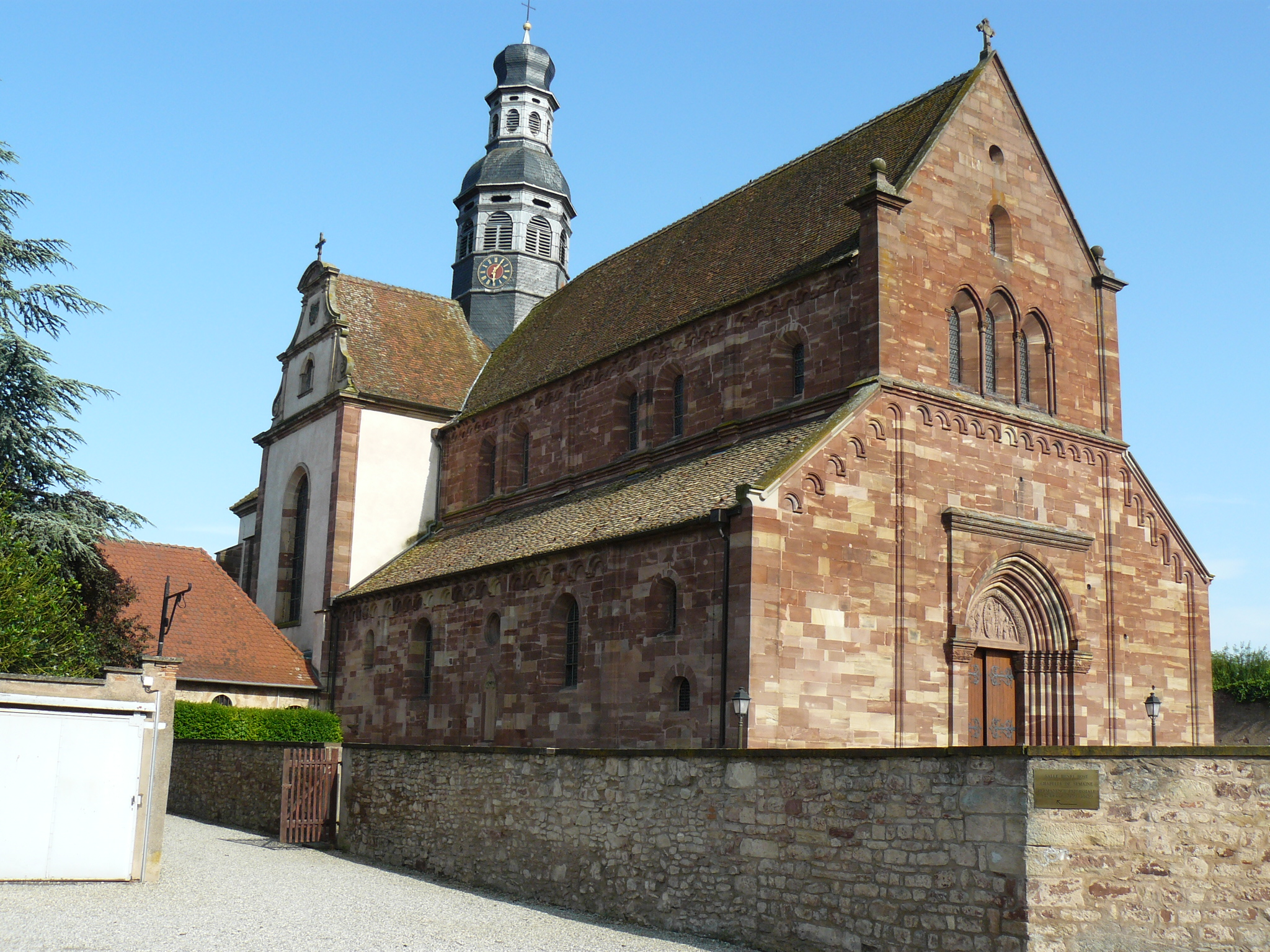
Église abbatiale Saint-Cyriaque.
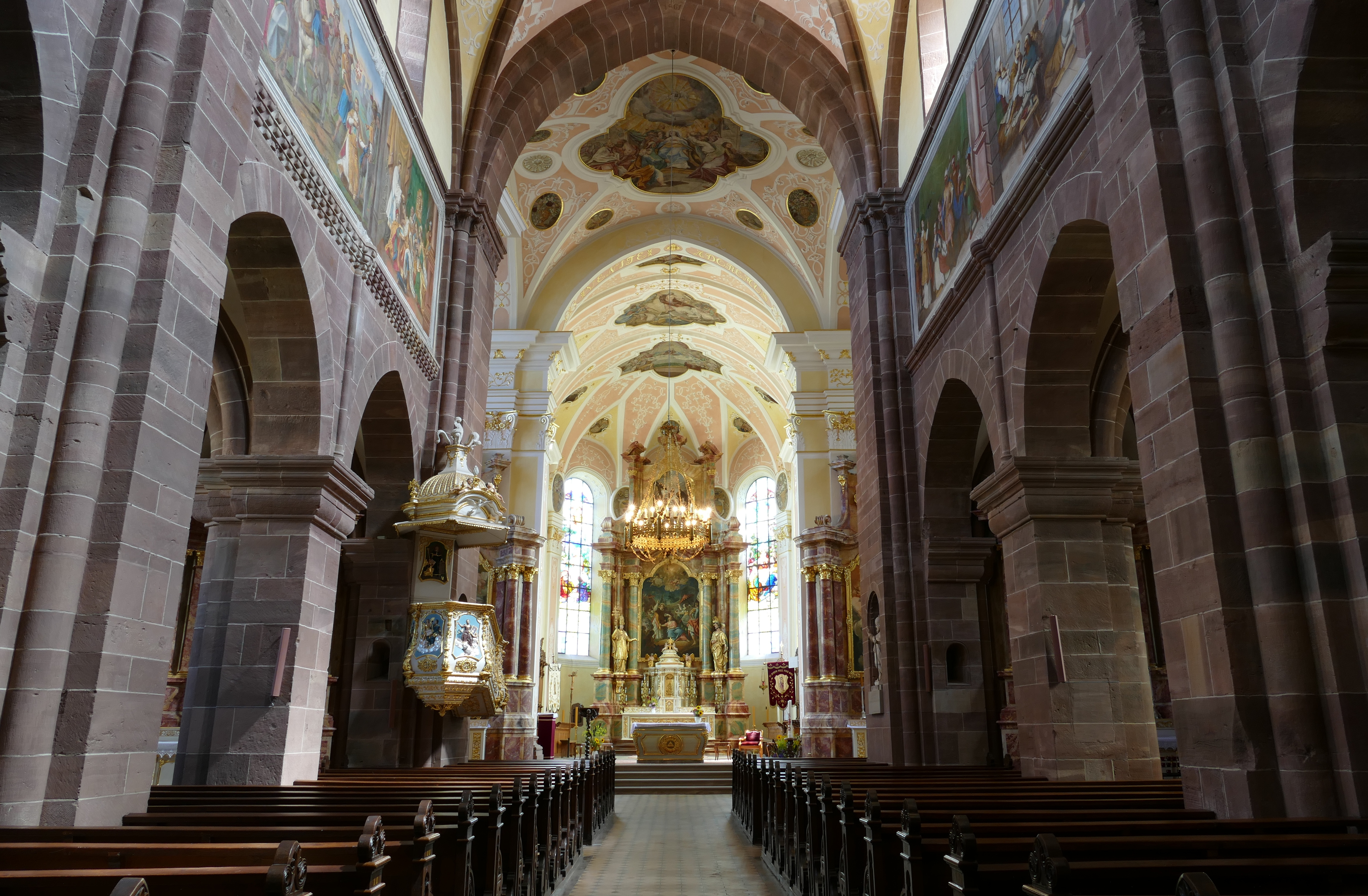
Vie intérieure de la nef vers le chœur.
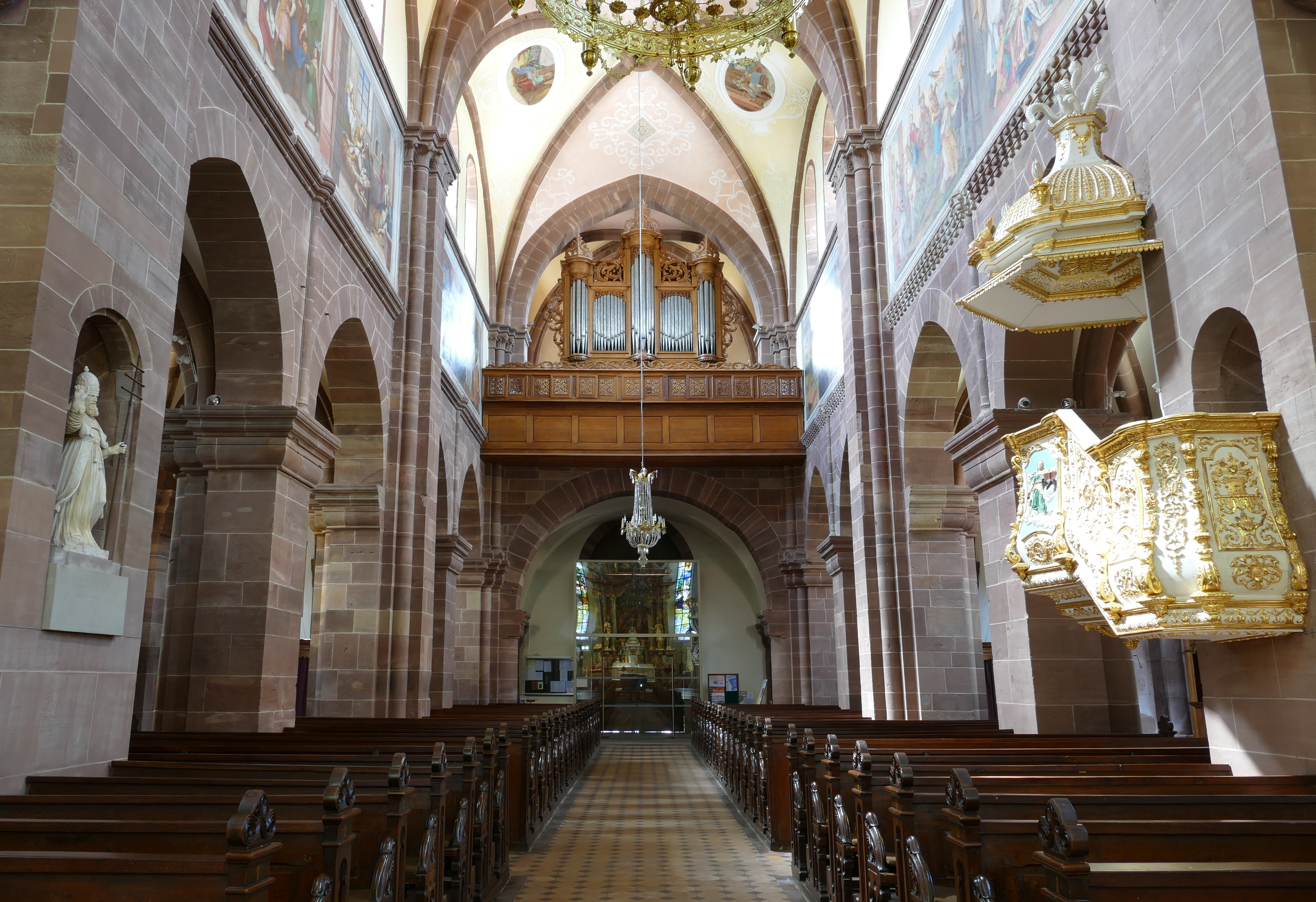
Vue intérieure de la nef vers la tribune d'orgue.
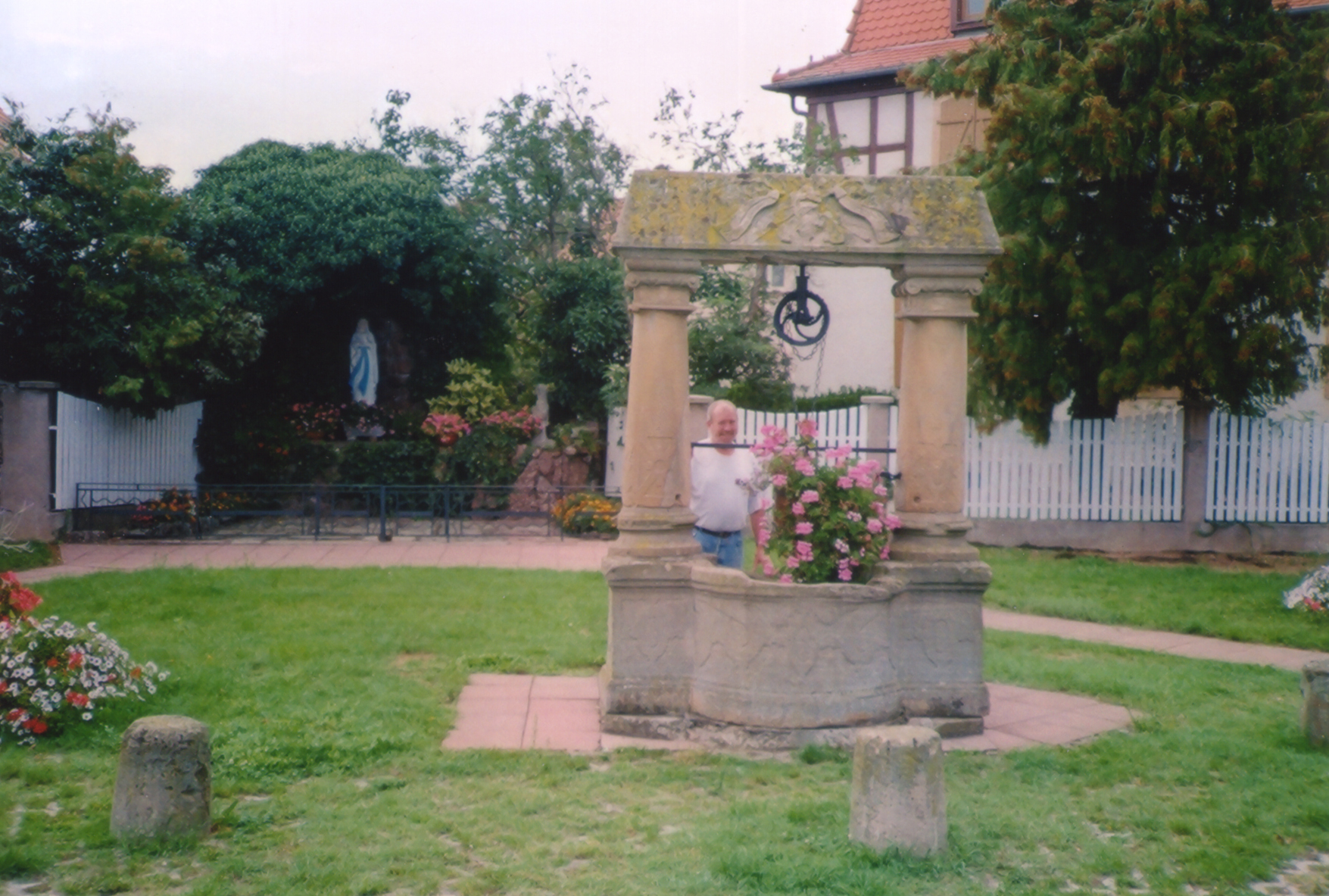
Puits Renaissance.